# Peel-Raamstelling

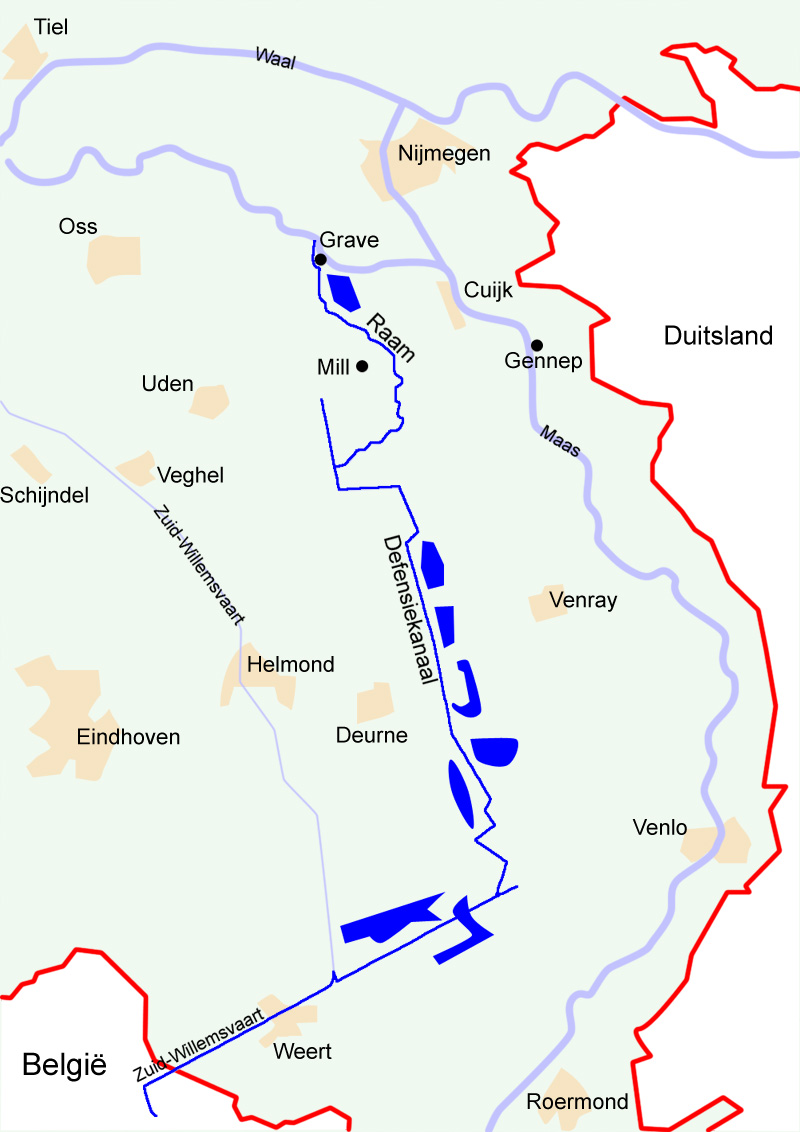
Peel-Raamstelling

De Peel-Raamstelling was een Nederlandse verdedigingslinie die in 1939 werd aangelegd en al op 10 mei 1940, de eerste Nederlandse oorlogsdag is gevallen. 

## Ligging
De stelling bevond zich achter de Maaslinie, variërend van 9 km tot 21 km van elkaar. De stelling begon aan de Maas, ter hoogte van Grave om via Mill, door de Peel en langs de Zuid-Willemsvaart aan de Belgische grens bij Weert te eindigen.

## Inrichting
De stelling kon tussen Meijel en de Rips, vooral rond Griendtsveen, profiteren van een natuurlijke bescherming door de drassige veenmoerassen van de Peel en een aantal reeds bestaande wateren, zoals de Graafse Raam, de Helenavaart en de Noordervaart. Langs het noordelijk deel had men een kunstmatige barrière aangebracht in de vorm van het Defensiekanaal. 
Verder waren er bijna 400 kazematten aangelegd, hiervan waren er 245 van het type S3, 46 flankerende betonkazemat type B en 79 van het type koepelkazemat. Prikkeldraadversperringen en vrije schootsvelden waren ook onderdeel van de verdediging. Deze kazematten stonden op zo'n 200 meter van elkaar, soms op kortere afstand. Er waren echter nauwelijks verbindingen tussen de kazematten onderling en de hoofdmacht van de infanterie zat ver achter de kazematlinie in loopgraven, zodat geen directe steun kon worden gegeven. Toch was de Peel-Raamstelling een stelling waarmee een vijand rekening moest houden.

## Een onhoudbare linie
De Nederlanders waren erop gericht om een aansluiting te creëren tussen de Peel-Raamstelling en de linie langs het Albertkanaal, maar de Belgische legerleiding pleitte voor een nieuwe linie; vanaf het Albertkanaal naar het noorden langs de lijn Tilburg-Waalwijk en de Bergsche Maas. Deze variant, de Oranjelinie bestond aan de Nederlandse kant echter niet anders dan in krijgsspellen.  
De Peel-Raamstelling werd onhoudbaar, doordat er geen overeenstemming werd gevonden tussen Nederland en België over doortrekken van de stelling op Belgisch grondgebied. Zodoende was de linie zeer kwetsbaar voor omtrekking via België, omdat tussen Weert en Tilburg voor de vijand geen weerstand van betekenis was. Daarom vond generaal Winkelman hardnekkige verdediging met een volledig legerkorps en de lichte divisie te riskant. Om die reden kleedde generaal Winkelman de bezetting van de stelling uit. Alleen de frontlijn zou worden bezet, door zes bataljons van het 3e Legerkorps en enkele bataljons van de Peeldivisie. Die Peeldivisie bestond in hoofdzaak uit acht infanteriebataljons met zwakke ondersteuning. Daarvan lagen zeven bataljons in de Maaslinie en langs de grenzen met Duitsland en België. Een bataljon lag bij Grave. Als de strijd bij de Peel-Raamstelling zou komen zouden ook de zes achtergebleven bataljons van het 3e Legerkorps onder de Peeldivisie-staf komen te vallen. De commandant van de divisie en tevens Territoriaal Bevelhebber Noord-Brabant, kolonel L.J. Schmidt, had daardoor in feite veertien bataljons onder zijn bevel, maar die waren door slechts één regiment stokoud geschut ondersteund. Hij had naast dat oude geschut nauwelijks zware wapens ter beschikking voor de verdediging.
Op 6 april 1940 besloot Winkelman dat het IIIe Legerkorps en de Lichte Divisie achter de Peel-Raamstelling alleen de schijn van een verdediging mochten ophouden. Bij een aanval moesten zij - onder achterlating van zes bataljons - direct naar de Vesting Holland terugkeren. 
De gelegerde soldaten waren bij de uitbraak van de oorlog in de veronderstelling dat de lege loopgraven achter hen, snel weer in bezit werden genomen door soldaten 'op oefening' bij 's-Hertogenbosch. Echter, deze gingen volgens opdracht van Winkelman de andere kant op, richting de Waal-Lingestelling.

## De ochtend van 10 mei 1940: successen tegen een pantsertrein

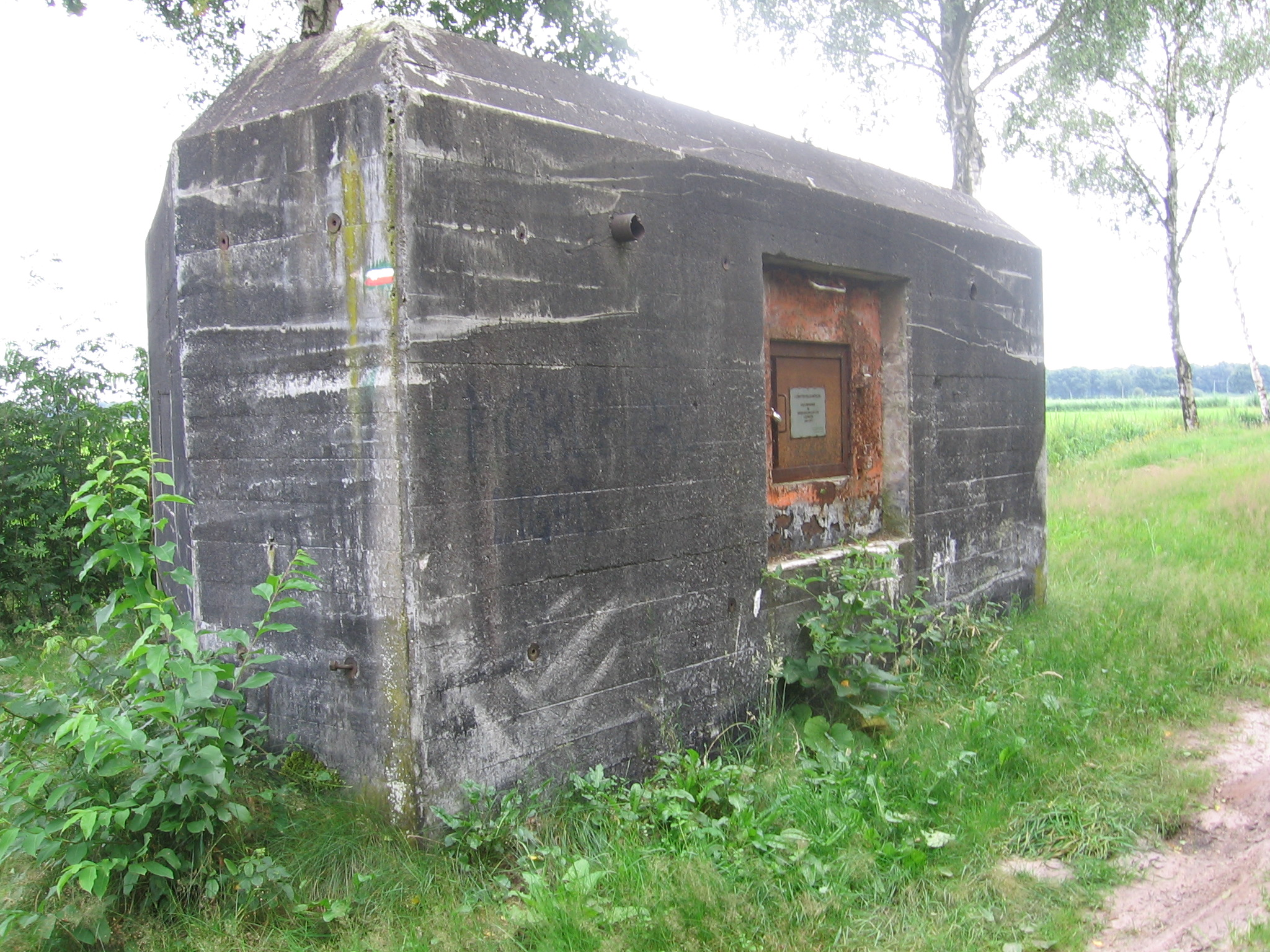
Overblijfselen van een S3 kazemat nabij Griendtsveen aan het Defensiekanaal

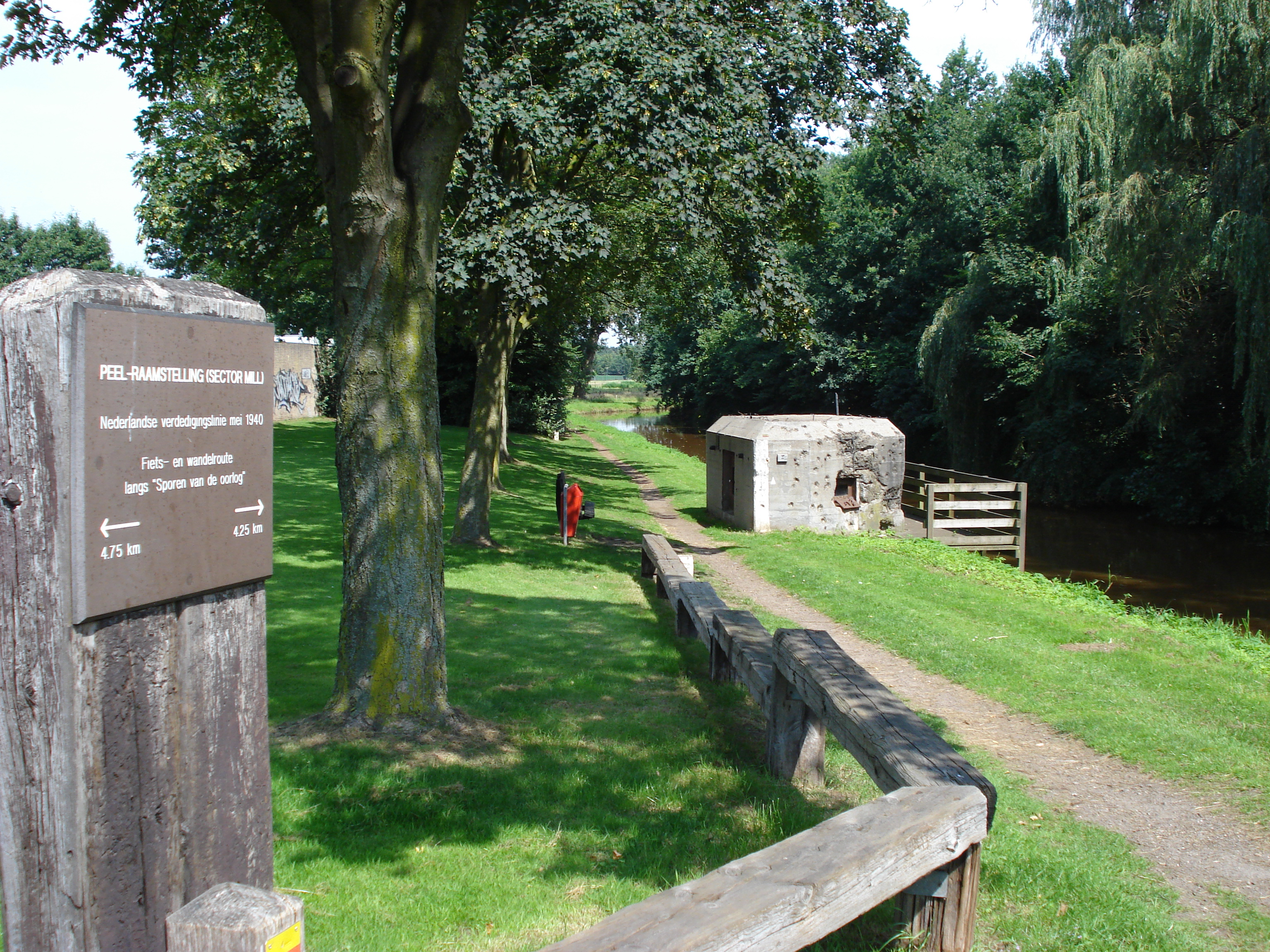
Mill, kazemat van de Peel-Raamstelling

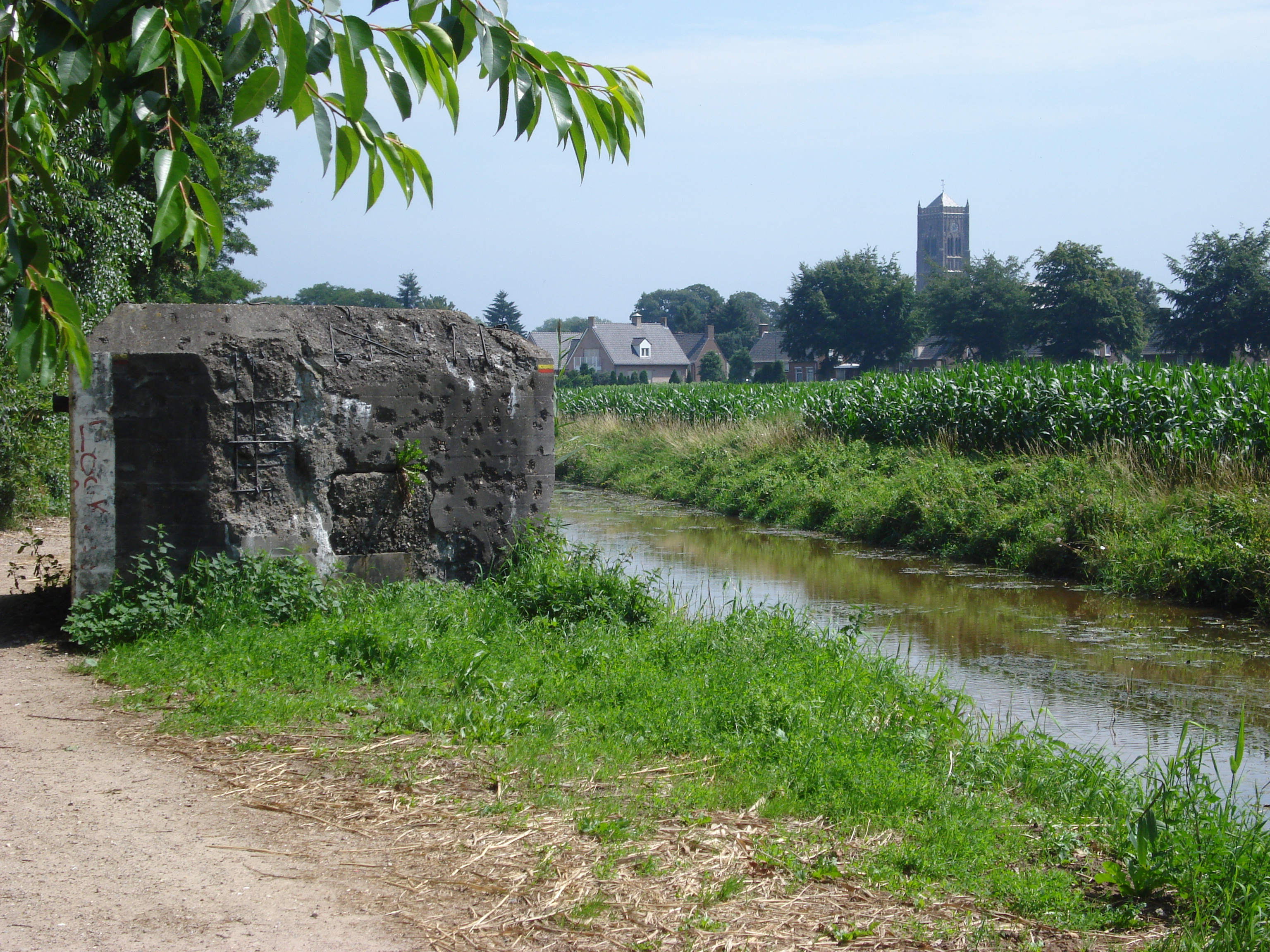
Mill, Defensiekanaal met kazemat van de Peel-Raamstelling

De meeste Duitse aanvalsploegen konden de Maasbruggen niet innemen op de vroege ochtend van 10 mei 1940. De brug bij Gennep speelde een cruciale rol. De vertragende rol van de Maaslinie verviel ten dele toen de Maasbrug door een verraderlijke overval, onder dekking van in Nederlandse marechaussee-uniformen verklede commando's, vrijwel zonder slag of stoot in handen van de Duitsers viel. Zo konden een pantsertrein en troeptrein ongestoord over het z.g. Duits Lijntje over de brug verder rijden tot aan en voorbij de Peel-Raamstelling. De aspergeversperring op het spoor in de Peel-Raamstelling was nog niet gesloten. Het was pas een half uur na de Duitse overval op Nederland.
Toen de pantsertrein, en daar vlak achter de troepentrein met een Duits versterkt bataljon infanterie (III-481RI) aan boord, door de Peel-Raamstelling bij Mill reden, waren de verdedigers nog ongewis van het feit dat de oorlog was uitgebroken. Ze dachten met een Nederlandse trein van doen te hebben en deden niets. De treinen reden nog enige kilometers door en laadden de militairen uit bij de halte Zeeland, ongeveer drie kilometer achter de frontlijn. Daarna rangeerde de pantsertrein achter de troepentrein om, met de bedoeling terug te rijden naar Gennep, omdat de Duitsers vanuit de trein tevergeefs radiocontact met het achterland zochten. Daarom was de hoofdmacht van de 256e Infanteriedivisie, waartoe het bataljon behoorde, niet op de hoogte van de geslaagde penetratie van de Peel-Raamstelling.
Drie Nederlandse pioniers hadden echter enkele landmijnen opgegraven en onder de rails gelegd. (Een van deze pioniers is later gesneuveld bij het opruimen van een van de mijnenvelden na de gevechten.) Bovendien werd de aspergeversperring alsnog gesloten. Toen de pantsertrein terugreed, ontploften deze mijnen aan de Koestraat niet. De trein verminderde echter geen vaart, ontspoorde op de asperges en wagons werden als een harmonica in elkaar gedrukt. Dit kwam doordat de voorste wagon in het kanaal stortte en de tweede zich in het bruggenhoofd ramde en omtuimelde, en zo dus een blok vormde. Met de Duitsers uit de trein ontstond vervolgens een vuurgevecht. Ondertussen was het al veilig uitgeladen Duitse bataljon deels opgerukt naar de Nederlandse stellingen ten noorden van het spoor. Ze stuitten daar echter onvermoed op twaalf oude kanonnen 8-staal (uit 1880) van III-20.RA, die daar op 7 mei pas geplaatst waren. Het lukte de artilleristen door hun stukken te draaien om de aanval van de beide aanvallende Duitse compagnieën af te slaan. Een andere compagnie Duitsers had de stelling ten zuiden van het spoor wel ongezien kunnen naderen door de verschillende, verlaten loopgraven van de hoofdstelling te gebruiken voor nadering. Ze werden verdreven door een peloton Nederlanders (Sectie Bleeker), waaronder bewapend keukenpersoneel. Hierna kwam het bataljon op de spoorlijn bijeen en ging het na een korte rust richting Mill via de spoorlijn. Een nadien ingezette derde Duitse aanval lukte wel. Een aantal kazematten ten zuiden van het spoor werd van achteren aangevallen en veroverd. Zodoende was een bres ter grootte van enkele honderden meters in de kazematlinie geslagen. Echter nadat een soldaat zich overgegeven had maar toch besloot verder te vechten, gebruik makend van zijn kazemat en een vuurgevecht aangaand, weken de Duitsers terug.
Vanuit de omgeving van 's-Hertogenbosch waren inmiddels door de Lichte Divisie de gemotoriseerde huzaren van het 2e Regiment Huzaren Motorrijders naar Mill gestuurd. Deze kwamen bij aankomst direct in actie tegen de gestrande troepentrein en de Duitse concentratie bij het spoor. Een eskadron huzarenmotorrijders heroverde in een tegenactie de eerder veroverde kazematten (derde aanval), zodat de door de Duitsers geslagen bres in de linie gehalveerd werd. Het geschiedde juist op tijd. Vanuit de hoofdmacht bij Gennep was een verkenningseenheid naar Mill gestuurd om te zien of de overval geslaagd was. Bij hun eerste verkenning waren zij op het gedeelte met de bres gestuit. Maar zij waren zo onder de indruk van de stelling, dat zij niet in de gaten hadden dat de stelling verlaten was. Toen de verkenners opnieuw (na opdracht van een zeer kwade regimentscommandant vanwege hun zwakke optreden) de linie naderden vlak bij de Duitse penetratie, werden zij door huzaren onder vuur genomen. Daarop berichtten de verkenners dat de linie volledig bezet leek en geen spoor van het bataljon was gezien. De volgende ochtend meldden deze verkenners, dat zij wel een bres hadden gemaakt, maar dit was van geen belang, omdat de Duitse hoofdmacht in de nacht allang een bruggenhoofd bezat.

## De middag en avond van 10 mei 1940: de linie wordt doorbroken
De Duitse troepen die met een regiment en een batterij artillerie intussen de Gennepse brug en een nabij gelegde noodbrug overstaken, bereikten rond 12:00 uur de Peel-Raamstelling bij Mill. In eerste instantie ontdekte men de ontspoorde pantsertrein niet (pas later in de middag), maar ook geen spoor van het eigen bataljon, dat inmiddels gevechten had geleverd met de huzaren, een Nederlandse commandopost en een sectie Nederlandse infanterie. Verschillende kleinere Duitse infanterieaanvallen konden door de kazemattenlinie worden afgeslagen. De Duitse artillerie was op een batterij na nog niet gearriveerd, omdat de over de Maas gelegde noodbrug door een artillerietrekker was vernield. Omdat ook de houten vlonders voor het geschikt maken voor voertuigen van de Gennepse spoorbrug ver achter de Maas waren gestrand, duurde het tot diep in de middag voor een tweede regiment kon worden aangevoerd. De rest van de artillerie kwam zelfs pas in de avond aan rond Mill. 
In de late middag werd door de Duitsers een grote aanval voorbereid. Die zou worden ingezet met twee regimenten. Eentje zou vanuit Mill de aanval noord van het spoor inzetten met anderhalf bataljon, en de ander ruim zuid van het spoor met twee bataljons. De enige aanwezige batterij 10,5 cm-houwitsers zou de aanval steunen. De aanval zou kort voor het donker starten. Intussen was aan de rechterflank van 256.ID de via Mook verlaat gearriveerde 254e Infanteriedivisie toch aangekomen. Deze divisie had een zware oversteek moeten bevechten, en was daardoor aanzienlijk verlaat. De divisie zette een aanval op de Peel-Raamstelling op ten noorden van Mill en had daartoe luchtsteun toegezegd gekregen.
's Avonds na 18:00 uur volgde bij Mill een, voor Nederlanders én Duitsers onverwachte, grote luchtaanval. Per ongeluk viel een eskader Luftwaffe bommenwerpers de sector bij Mill aan, terwijl zij ter ondersteuning van 254.ID ten noorden van Mill waren toegezegd. Het was voor de Duitsers bij Mill een fijne verrassing. Nadat drie kwartier lang, met korte tussenpozen, de bommen op de Nederlandse stelling ten westen van het dorp Mill waren gevallen, zetten de vijf Duitse bataljons zich in beweging. Vrijwel alle kazematten ten westen van Mill waren inmiddels uitgeschakeld door direct vuur met antitankkanonnen, onhoudbaar of simpelweg omdat de munitie opgeraakt was. Daarom slaagde anderhalf Duits bataljon erin om vrij spoedig na de aanvang van het offensief, beslissend door te breken direct west van het dorp. Ze gebruikten planken en balken om over het Defensiekanaal te komen of bereikten gewoonweg wadend de overkant. Om 20:40 uur waren de Duitsers door de stelling en hadden zij een gat van ongeveer 500 meter breed geslagen. Een uur later kon ook de pantsertrein worden ontzet. Maar merkwaardig genoeg slaagden de bataljons ten zuiden van het spoor er nog niet in om door te breken, en weken zij naar het noorden uit. Ook ten noorden van de Duitse penetratie bleven de Nederlanders stand houden, zodat de Duitse hoofdmacht opnieuw vastliep. De aanval van 254.ID op de stelling werd zelfs afgeslagen. 
Kolonel Schmidt ontving intussen nieuws dat de Duitsers er door dreigden te komen bij Mill. Diezelfde avond besloot kolonel Schmidt zijn troepen terug te nemen op de Zuid-Willemsvaart. Het definitieve vallen van de stelling kon immers niet lang meer uitblijven. Terwijl sommige onderdelen die nacht vochten in en om hun kazematten, marcheerde een ander deel naar 's-Hertogenbosch. De drie bataljons verdedigers die in de sector Mill vochten, konden echter door ordonnansen niet worden bereikt. Twee konden het bevel doorgeven, maar bij alleen het noordelijk gedeelte kon alles geordend terug. Bij de andere konden vele kazematten niet bereikt worden. Met uitzondering van fracties die zich aan gevangenneming (of erger) konden onttrekken, kreeg de nieuwe provisorische stelling langs de Zuid-Willemsvaart daarom vanuit de sector Mill geen troepen ter bezetting. 
Intussen waren de Duitsers met gemotoriseerde voorhoedes al twee kilometers westwaarts getrokken, hoewel ze spoedig voor de nacht halt moesten houden. Alle regimenten en het bataljon achter de linie kwamen in een groot bruggenhoofd bij elkaar en gingen met een beveiliging te ruste. Ondertussen boden verschillende kazematten rond Mill zelf in de vroege ochtend van 11 mei nog steeds verzet. Maar ondanks het feit dat de Duitsers een hoge prijs betaalden voor de doorbraak bij Mill, lieten zij zich niet lang afleiden door het ter plaatse overlevende verzet. De Duitsers vergisten zich wel in één ding. Ze dachten het IIIe legerkorps verslagen te hebben met daarbij ook onderdelen van de Lichte Divisie, maar dat korps was inmiddels in de Waal-Lingestelling gearriveerd. Pas op 13 mei realiseerde het Duitse opperbevel zich dat ze tegen een achterhoede hadden gevochten in de Peel-Raamstelling.  
De stelling had aan haar taken voldaan, maar de menselijke en materiële schade was groot. Dertig Nederlandse militairen waren gesneuveld, 51 boerderijen, 33 woningen en een fabriek in Mill waren vernield. Het aantal gesneuvelde Duitse militairen bedroeg volgens de Duitse krijgsrapporten 103 man voor beide betrokken regimenten. Alleen voor het regiment IR.456, dat in hoofdzaak de strijd bij Mill leverde, is het aantal gewonden en vermisten gegeven: 136 man. Dat was een aanzienlijke tol, desondanks was men er in één dag in geslaagd de belangrijkste weerstand in het zuiden van Nederland te doorbreken.

## Blijvende betekenis
Ondanks haar bescheiden verdiensten, afgezet tegen het grote plaatje van de gehele Duitse veldtocht, heeft de Peel-Raamstelling blijvende betekenis gekregen. Naast het zware gevecht bij Mill, vonden bij Meijel en Weert ook nog enkele korte gevechten plaats, in de ochtend van 11 mei 1940. 

## Bezichtiging
De Peel-Raamstelling is voor het overgrote deel nog vrijwel intact gebleven en is op veel plaatsen in de noordelijke Peel nog zeer goed herkenbaar in het landschap door een defensiekanaal, met vele kazematten. Bezienswaardige delen zijn met name het gedeelte tussen Griendtsveen en Vliegbasis de Peel (vooral binnen de Heidsche Peel) en de plek bij Mill waar deze stelling het z.g. Duits Lijntje kruiste. Hier staat een monument ter herinnering aan het befaamde "pantsertreinincident". Het monument bestaat uit een paar omgebogen rails nabij de brug waarbij de beruchte "asperges" zijn aangebracht (de daadwerkelijke plaats van ontsporing ligt echter tientallen meters westwaarts bij de andere asperges), verder het artilleriemonument, de herstelde kazemat en het monument 1-3RI. Kazematten op het grondgebied van de gemeente Mill en Sint Hubert, de gemeente Venray, de gemeente Horst aan de Maas en de gemeente Deurne zijn als rijksmonument beschermd.
1. ↑  Rudi Rolf Bunkers in Nederland, H. Talsma uitgeverij, Den Helder (1982), p.37